# Mikroorganismus
Ein Mikroorganismus, auch Mikrobe genannt, ist ein mikroskopisch kleines Lebewesen (Organismus), das als Einzelwesen nicht mit bloßem Auge erkennbar ist. Die meisten Mikroorganismen sind Einzeller, zu ihnen zählen jedoch auch wenigzellige Lebewesen (Pilze, Algen) entsprechender Größe. Solche  Lebewesen unterscheiden sich vom  übrigen Tier- und Pflanzenreich lediglich in ihrer Größe und sind Gegenstand der Mikrobiologie. Sie bilden im System der Lebewesen aber keine einheitliche Gruppe.
Zu den Mikroorganismen zählen Bakterien (z. B. Milchsäurebakterien), viele Pilze (z. B. Backhefe), mikroskopische Algen (z. B. Chlorellen) sowie Protozoen (z. B. Pantoffeltierchen und der Malaria-Erreger Plasmodium). Es ist umstritten, ob auch Viren zu den Mikroorganismen gerechnet werden sollen. Überwiegend werden sie nicht als Lebewesen und daher auch nicht als Mikroorganismen angesehen. Dennoch wird die Virenforschung (Virologie) als ein Teilgebiet der Mikrobiologie betrachtet.
Mikroorganismen sind im Allgemeinen wichtig für den Stoffkreislauf: Einerseits bilden sie als Produzenten (z. B. Mikroalgen, Cyanobakterien) die Grundlage vieler Nahrungsketten, andererseits bauen sie als Zersetzer (Destruenten) organische Materie zu anorganischen Stoffen ab. Einige Mikroorganismen haben für Menschen eine besondere Bedeutung: für die Ernährung, für erwünschte Stoffumwandlungen (beispielsweise Antibiotika-Produzenten), als Parasiten und als Erreger von Infektionskrankheiten.

## Weitere Bezeichnungen
Mikroorganismen werden auch als Mikroben (früher auch Mikrobien) oder Kleinstlebewesen (auch Kleinlebewesen) bezeichnet. Das Wort Mikrobe als zusammenfassende Bezeichnung für Kleinlebewesen (wie Vibrionen, Bakterien, „Bakteridien“, „Monaden“, „Mycodermen“ und Infusorien) wurde 1878 von dem französischen Arzt Charles Emmanuel Sédillot geprägt.

## Gruppen der Mikroorganismen

### Bakterien
Die Bakterien (Bacteria) (altgriechisch βακτηρἱα bakteria, deutsch ‚Stab‘) bilden neben den Eukaryoten und Archaeen eine der drei grundlegenden Domänen, in die heute alle Lebewesen eingeteilt werden.

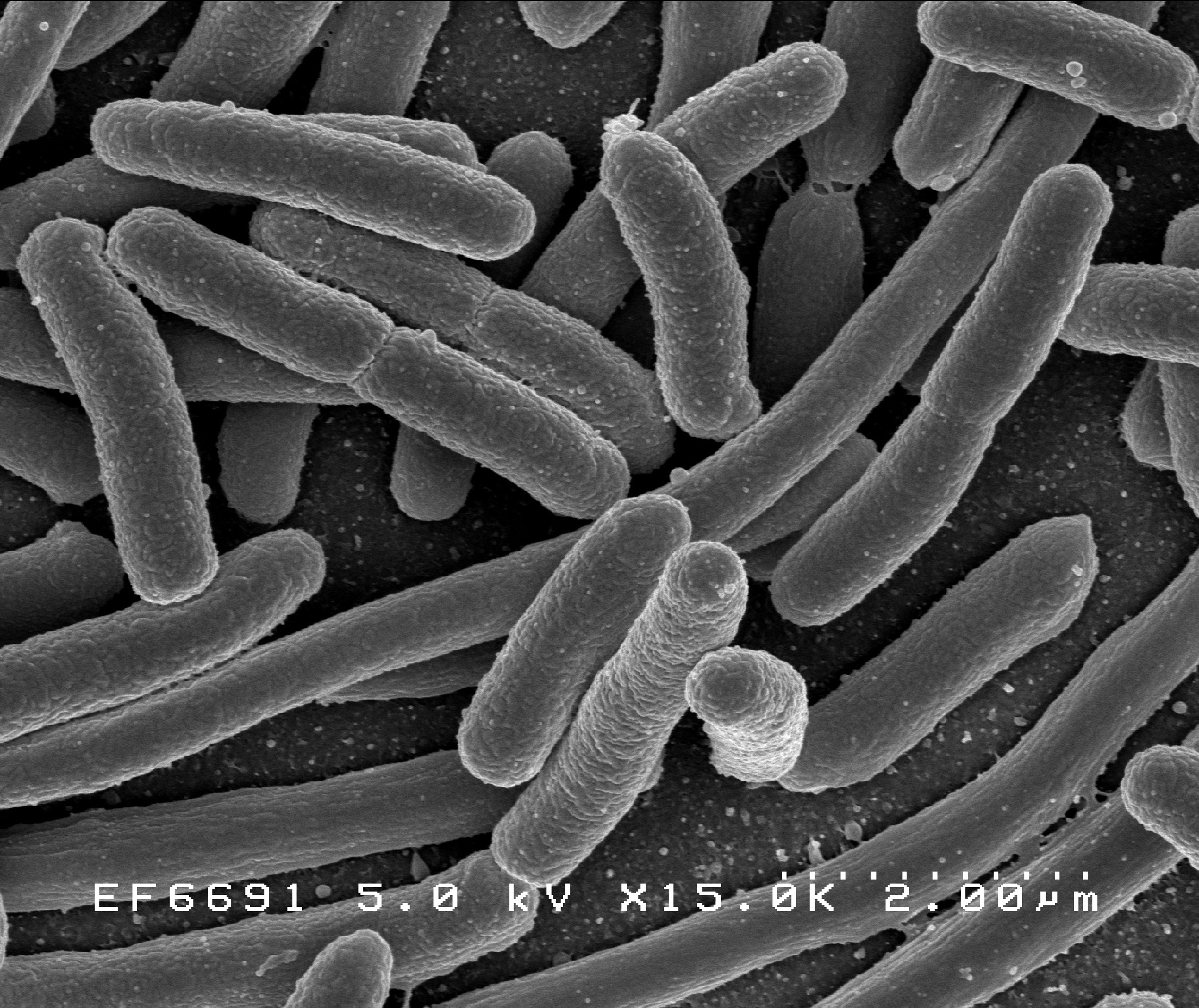
Individuen der Bakterienart Escherichia coli. Sekundärelektronen-mikroskopische Aufnahme. Der Durchmesser eines Bakteriums beträgt 0,6 µm.

Traditionell wird teils auch heute noch in der Mikrobiologie die Bezeichnung „Bakterien“ für fast alle mikroskopisch kleinen, meistens einzelligen Organismen gebraucht, die keinen echten Zellkern besitzen und deshalb zu den Prokaryoten gehören. Hierzu zählen jedoch auch die Archaeen. Richtig ist die Zuordnung der Archaeen und der Bakterien zu jeweils einer separaten Domäne (Archaea, Bacteria). Zur Abgrenzung der Bacteria von den Archaea spricht man manchmal auch von „Eigentlichen Bakterien“ oder „Echten Bakterien“. Früher wurden sie zur Unterscheidung von den dann Archaebacteria genannten Archaeen mit wissenschaftlichem Namen auch Eubacteria genannt. Dies war eine unglückliche Benennung, weil es auch eine Bakteriengattung Eubacterium gibt.
Bakterien sind Prokaryoten, das bedeutet, ihre DNA ist nicht in einem vom Cytoplasma durch eine Doppelmembran abgegrenzten Zellkern enthalten wie bei Eukaryoten, sondern bei ihnen liegt die DNA wie bei allen Prokaryoten frei im Cytoplasma, und zwar zusammengedrängt auf engem Raum, auch Nucleoid (Kernäquivalent) genannt.
Bakterien wurden erstmals von Antoni van Leeuwenhoek mit Hilfe selbstgebauter Mikroskope in Gewässern und im menschlichen Speichel beobachtet und 1676 von ihm in Berichten an die Royal Society of London beschrieben.
Über dreihundert Jahre nach der Beschreibung der ersten Bakterien und trotz unzähliger schon beschriebener und katalogisierter Arten ist nach heutigem Kenntnisstand anzunehmen, dass die große Mehrheit von 95 bis 99 % aller auf unserem Planeten existierenden Bakterienarten noch nicht näher bekannt ist und beschrieben wurde (Stand: 2006). Daher ist es nicht verwunderlich, dass immer wieder neue und aufregende Entdeckungen gemacht werden. So wurde im Jahr 1999 das größte bislang bekannte Bakterium entdeckt: Die so genannte Schwefelperle von Namibia, Thiomargarita namibiensis, ist mit einem Durchmesser von bis zu einem dreiviertel Millimeter ein bereits mit bloßem Auge sichtbares Bakterium.
Die wissenschaftliche Disziplin, die sich mit der Erforschung der Bakterien beschäftigt, ist die Bakteriologie.

### Archaea
Die Archaea bilden eine der drei Domänen der Lebewesen. Sie wurden früher zu den Bakterien gezählt und als Archaebakterien bezeichnet, unterscheiden sich aber von ihnen in mehrfacher Hinsicht (z. B. Stabilität von Membran- und Zellwandstrukturen, Komponenten der Transkriptions- und Translationssysteme).
Zu der Archaea gehören:
- extrem halophile Archaea. Sie leben in Umgebungen mit einer sehr hohen Salzkonzentration.
- hyperthermophile Archaea. Mit einem Temperaturoptimum > 80 °C weisen sie eine ausgeprägte Hitzestabilität auf. Bei der Siedetemperatur des Wassers können sie noch wachsen, jedoch nicht bei weniger als 60 °C. Sie kommen beispielsweise in Hydrothermalquellen, Geysiren und in Heißwasserkaminen der Tiefsee vor.
- methanogene Archaea. Diese streng anaeroben Organismen bilden Methan. Sie kommen z. B. in Sümpfen, in Rinderpansen und in Reisfeldern vor, aber auch in den Faulbehältern von Abwasserreinigungsanlagen. Als Methanproduzenten sind sie mitverantwortlich für den Treibhauseffekt.

### Pilze
Pilze (Fungi) sind Eukaryoten und kommen wie die Backhefe als Einzeller oder wie Mycelpilze als Mehrzeller vor. Ihre Vermehrung und Ausbreitung erfolgt geschlechtlich und ungeschlechtlich durch Sporen oder vegetativ durch Ausbreitung (eventuell mit Fragmentierung) der in verschiedenen Fällen sehr langlebigen Myzelien. Pilze sind heterotroph und ernähren sich meist dadurch, dass sie Enzyme in die unmittelbare Umgebung ausscheiden und damit polymere, wasserunlösliche Nährstoffe aufschließen und in die Zellen aufnehmen.
Von den Pflanzen unterscheiden sich die Pilze durch ihre heterotrophe Lebensweise ohne Photosynthese, und die meisten auch durch das Vorkommen von Chitin in der Zellwand. Von den Tieren unterscheiden sie sich unter anderem durch das Vorhandensein einer Zellwand.
Die früher als „Niedere Pilze“ bezeichneten Gruppen, also Schleimpilze, pilzähnliche Protisten wie die Eipilze (Oomycota) oder Hypochytriomycota werden heute nicht mehr zu den Pilzen (Fungi) gezählt.
Die wissenschaftliche Disziplin, die sich mit der Erforschung der Pilze beschäftigt, ist die Mykologie.

### Mikroalgen
Die Bezeichnung Alge im weiteren Sinn umfasst im Wasser lebende, eukaryotische Lebewesen, die Photosynthese betreiben, jedoch nicht zu den Pflanzen gehören. Im engeren Sinne werden damit zahlreiche Protistengruppen bezeichnet. Zu den Algen gehören sowohl mikroskopisch kleine einzellige als auch mehrzellige, zum Teil riesige, pflanzenartige Lebewesen. Als Mikroorganismen werden definitionsgemäß nur ein- bis wenigzellige Algen angesehen, sie werden als Mikroalgen bezeichnet. Mikroalgen betreiben wie alle Algen Photosynthese, sie nutzen Licht als Energiequelle und sind kohlenstoffautotroph. Algen stellen keine echte Verwandtschaftsgruppe im Sinne der Phylogenie und Systematik dar, sondern sind eine paraphyletische Gruppe. Gleichwohl wird der Begriff auch in der Biologie häufig als Generalbegriff verwendet.
Die wissenschaftliche Disziplin, die sich mit der Erforschung der Algen befasst, ist die Phykologie.

### Protozoen

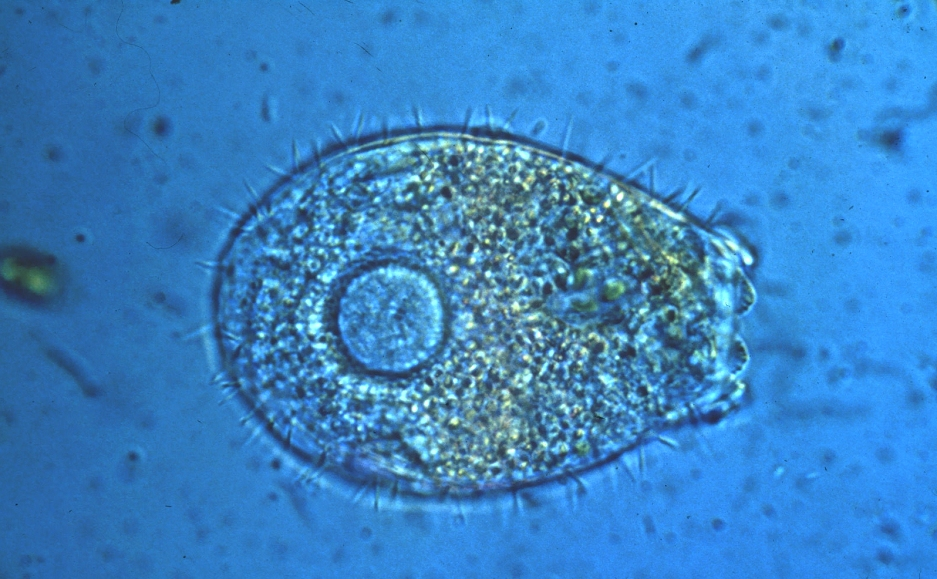
Testate Amöben wie diese Euglypha sp. zählen zu den häufigen Bewohnern in Waldböden

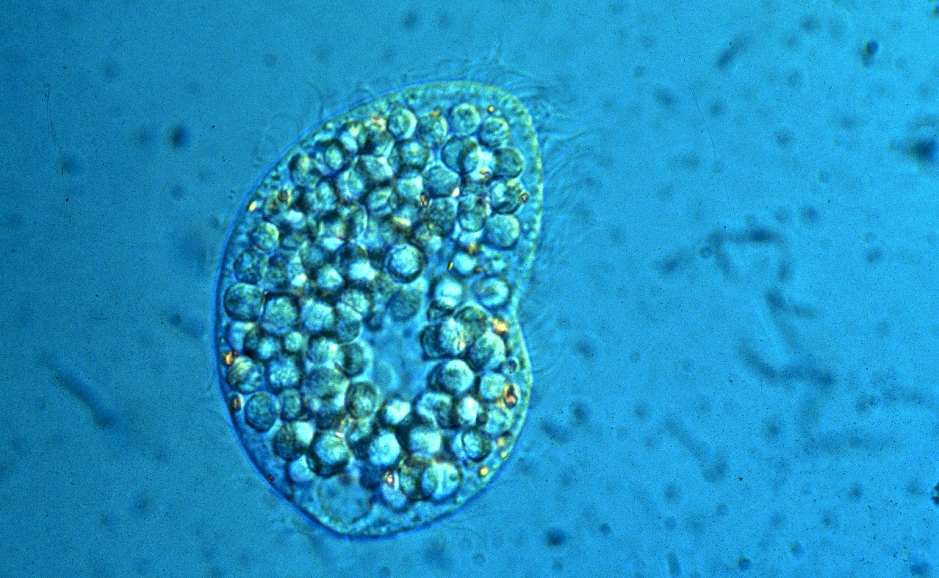
Colpoda inflata ist ein Protozoon, das in vielen Böden vorkommt

Protozoen (Einzahl Protozoon), auch Urtiere, ist eine Bezeichnung für aufgrund ihrer heterotrophen Lebensweise und ihrer Mobilität früher als tierisch angesehene Einzeller, die keine Zellwand, aber im Gegensatz zu Bakterien einen Zellkern besitzen, also Eukaryoten sind. Die Bezeichnung wurde von dem Deutschen Georg August Goldfuß 1818 in die Wissenschaft eingeführt. Zunächst stellte man die Protozoen zusammen mit anderen eukaryotischen (kernhaltigen) Einzellern in ein eigenes Reich der Lebewesen, nämlich ins Reich der Protista. Man weiß jedoch heute, dass die Begriffe „Protozoen“ und „Protista“ ebenso wenig systematische Taxa sind wie die Begriffe „Algen“, „Amöben“, „Ciliaten“ oder „Flagellaten“, da diese Einteilung hauptsächlich aufgrund von sichtbaren Merkmalen, dem so genannten Habitus getroffen wurde, nicht aber aufgrund natürlicher Verwandtschaft. Von den etwa 40.000 beschriebenen „Protozoen-Arten“ sind etwa 8.000 Parasiten, von denen wiederum etwa 70 beim Menschen parasitieren. Nur etwa 40 Infektionen durch Protozoen können auch eine Krankheit hervorrufen.
Einige parasitische Protozoen gehören eigentlich nicht zu den Protozoen, sondern zu den Algen, denn sie enthalten einen Leukoplasten, z. B. die Apicomplexa, zu denen Plasmodium, der Erreger der Malaria, gehört oder Helicosporidium, eine farblose Grünalge, die in wirbellosen Tieren (Invertebraten) parasitiert.
Die wissenschaftliche Disziplin, die sich mit der Erforschung der Protozoen befasst, ist die Protozoologie.

### Viren
Da Viren keinen eigenständigen Stoffwechsel haben und sich nicht eigenständig vermehren können, werden sie von den meisten Biologen nicht als Lebewesen angesehen, sondern als organische Strukturen, die mit Lebewesen interagieren, oder als „Grenzfall des Lebens“. Die Zugehörigkeit zu den Mikroorganismen ist daher umstritten. Mikrobiologen erforschen allerdings auch Viren, und die Virologie gilt als Teilgebiet der Mikrobiologie.

## Bedeutung der Mikroorganismen

### Evolution, Genetik, Zahl der Arten
Mikroorganismen traten als erste Organismen auf der Erde vor etwa 3,8 Milliarden Jahren auf, Vielzeller entwickelten sich erst vor etwa 600 Millionen Jahren im Neoproterozoikum und die ersten „modernen“ Menschen (Homo sapiens) erschienen sogar erst vor etwa 130.000 Jahren.
Die Genome von Mikroorganismen bestehen gewöhnlich aus nicht mehr als 10 Millionen DNA-Basen und sind damit im Vergleich zu den etwa 3 Milliarden Basen des Genoms von Menschen oder Mäusen wenig komplex. Der einfache Bauplan ermöglicht den Mikroorganismen unter anderem eine schnelle Reproduktion – das Darmbakterium Escherichia coli verdoppelt sich unter optimalen Bedingungen alle 20 Minuten. Er ist auch die Voraussetzung für die Anpassungsfähigkeit der Mikroorganismen an verschiedene Umweltbedingungen oder Wirtsorganismen und für die große Artenvielfalt.
Die Zahl der Arten kann nur geschätzt werden, sie könnte mehrere Milliarden betragen. Nur ein sehr kleiner Anteil dieser Arten wurde bislang entdeckt und klassifiziert. In einem Liter Meerwasser können mehr als 20.000 unterschiedliche Arten von Mikroorganismen leben, in den Ozeanen insgesamt sogar bis zu zehn Millionen Arten.

### Ökologie
Mikroorganismen treiben die für das Leben auf unserem Planeten wichtigen geochemischen Stoffumsetzungen an und beeinflussen auch das globale Klima. Die mikrobielle Verstoffwechselung kritischer chemischer Elemente wie Kohlenstoff oder Stickstoff trägt dazu bei, die Erde bewohnbar für alle anderen Lebewesen zu halten. Mikroorganismen erzeugen mindestens die Hälfte des elementaren Sauerstoffs (O2) des Planeten.
Mikroorganismen gedeihen in einer erstaunlichen Vielfalt sehr unterschiedlicher Habitate: sowohl in saurer als auch in alkalischer oder salziger Umgebung, bei extrem hoher oder niederer Temperatur (Extremophile), unter hohem Druck, in der Dunkelheit oder bei starker Strahlung. Oft leben sie dort, wo keine anderen Lebewesen existieren können, und beziehen ihre Nährstoffe ausschließlich aus anorganischem Material. Manche Mikroorganismen sind sogar in der Lage, sich in Biotopen anzusiedeln, die massiv mit zahlreichen Giften wie Schwermetallen, Nitraten und Radionukliden, wie Uran und Technetium kontaminiert sind. So wurde das extremophile Bakterium Deinococcus radiodurans unter anderem im Kühlwasserkreislauf von Kernkraftwerken und arsenverseuchten Abfällen gefunden.
Die Zusammensetzung der Biozönose hinsichtlich ihrer Arten (englisch diversity pattern, „Vielfältigkeitsmuster“) in einem Biotop und ihre Änderungen können zur Überwachung des Biotops beziehungsweise zur Vorhersage von Änderungen in einem Ökosystem genutzt werden.

### Nützliche Mikroorganismen
Viele Mikroorganismen werden aus verschiedenen Gründen als nützlich angesehen. So spielen viele in den geochemischen Stoffkreisläufen eine Rolle (Beispiele: Stickstoffkreislauf, N2-Fixierung, Abwasserreinigung). In der Lebensmittelindustrie werden Mikroorganismen zur Produktion von bestimmten Nahrungsmitteln verwendet. In der Biotechnologie dienen sie als Produzenten von Arzneimitteln (z. B. Antibiotika und Insulin) oder technisch nutzbaren Stoffen. Mikroorganismen werden auch bei der Schädlingsbekämpfung als Alternative zu giftigen chemischen Mitteln eingesetzt.
In Zukunft könnte die biotechnologische Nutzung in verschiedenen Bereichen eine noch größere Rolle spielen, etwa bei der Energiegewinnung oder beim biologischen Abbau von Abfall und Schadstoffen. Ein bekanntes Beispiel sind Ölverschmutzungen auf dem Meer: Wenn bei Havarien von Tankern Erdöl oder Erdölprodukte austreten, „fressen“ spezielle Mikroben die als „Teppich“ auf dem Meer schwimmenden Schadstoffe auf.

### Mikroorganismen im menschlichen Körper
Die Zahl der Mikroorganismen (vor allem Bakterien), die auf und im menschlichen Körper existieren, ist etwa 10- bis 100-mal höher als die Zahl der Zellen, aus denen ein Mensch besteht: Etwa 1 Billiarde (1015) Mikroorganismen stehen 10–100 Billionen (1013–1014) menschlichen Zellen gegenüber. Dies entspricht einer Gesamtmasse von 0,5 bis 1 kg Mikroorganismen. Die individuelle Besiedelungsgeschichte setzt bereits während der Geburt ein. Nach und nach gestaltet sich diese Mikroflora unter Einfluss von Umgebung und Genen individuell um.
Zahlreiche Stämme von Mikroorganismen leben zum Beispiel auf der Haut, im Mund, in der Nase und im Darm. Dabei unterscheiden sich bereits die Stämme in der Armbeuge erheblich von denen auf der Unterarmhaut. Jeweils in derselben Region haben gesunde Menschen aber nahezu den gleichen Besatz von Mikroorganismen.
- Auf einem Quadratzentimeter Haut haben – wenn man von Bakterien mit 1 µm Länge und 0,5 µm Breite ausgeht – theoretisch 200 Millionen Bakterien Platz. Tatsächlich leben aber etwa nur 100 bis 10.000 Bakterien pro cm² Hautfläche; die Haut ist also relativ keimarm.
- Im Magen-Darm-Trakt bilden sie die Darmflora und produzieren Vitamine (Biotin, Folsäure und Vitamin K), stärken das Immunsystem und verhindern die Ansiedlung und Ausbreitung von pathogenen Bakterien und Pilzen. Menschlicher Kot enthält etwa 100 Milliarden Mikroorganismen je Gramm. Die Schleimhäute des Darms verhindern das Eindringen der Bakterien in den Körper. Bald nach dem Tod wird der Körper von den eigenen Darmmikroorganismen zersetzt.
- Milchsäurebakterien sorgen für ein saures Milieu (pH 3,8–4,5) in der Vagina und verhindern so bakterielle Infektionen (siehe Döderlein-Bakterien).

### Mikroorganismen als Krankheitserreger
Die meisten Mikroorganismen verursachen keine Krankheiten.
Nur ein kleiner Anteil der Mikroorganismen ist pathogen, d. h. diese Organismen verursachen Krankheiten bei Menschen oder Tieren (siehe Medizinische Mikrobiologie) oder bei Pflanzen (siehe Phytopathologie).
Die Infektionskrankheiten lassen sich auch nach dem Typ der Erreger gruppieren, z. B. bakterielle Infektion, Pilzinfektion oder Protozoeninfektion.